# كارلوس ألبرتو غوتيريز
كارلوس ألبرتو غوتيريز (بالإسبانية: Carlos Gutiérrez Armas)‏ (3 فبراير 1990 في المكسيك - ) هو لاعب كرة قدم مكسيكي في مركز الوسط. شارك مع منتخب المكسيك تحت 17 سنة لكرة القدم ومنتخب المكسيك تحت 20 سنة لكرة القدم. أما مع النوادي، فقد لعب مع نادي أطلس ونادي أمريكا ونادي بويبلا ونادي رييكا وMineros de Zacatecas ‏.

## وصلات خارجية
- كارلوس ألبرتو غوتيريز على موقع قاعدة بيانات كرة القدم.إي يو (الإنجليزية)
- كارلوس ألبرتو غوتيريز على موقع Soccerway.com (الإنجليزية)
- كارلوس ألبرتو غوتيريز على موقع AS.com (الإسبانية)